# Jenny Aloni
Jenny Aloni (hebräisch יני אלוני‎; geborene Jenny Rosenbaum יני רוזנבאום‎, * 7. September 1917 in Paderborn; † 30. September 1993 in Ganei Yehuda, Israel) war eine deutsch-israelische Schriftstellerin, die als eine der bedeutendsten Autorinnen der deutschsprachigen Literatur Israels gilt.

## Leben

### Jugend
Jenny Rosenbaum wuchs als Tochter des Kaufmanns Moritz Rosenbaum und seiner Frau Henriette, geborene Eichengrün, in einer seit Jahrhunderten in Paderborn alteingesessenen jüdischen Familie als jüngste von drei Schwestern auf. Der Vater betrieb mit seinem Bruder Sally im Wohnhaus der Familie einen Handel mit Fellen und Altmetall. Sie besuchte das katholische Lyzeum St. Michaels-Kloster in Paderborn, eine von Augustinerchorfrauen geleitete Mädchenschule, von 1924 bis zur elften Klasse 1935.
Aufgrund der zahlreicher werdenden antisemitischen Anfeindungen beschäftigte sie sich seit 1933 intensiv mit dem Zionismus und entschloss sich gegen den Willen ihrer Eltern, die Schule abzubrechen und nach Palästina auszuwandern. 1935 war sie zur Vorbereitung ihrer Auswanderung nach Palästina in der Hachschara-Ausbildungsstätte Gut Winkel bei Spreenhagen, wo sie u. a. Obst- und Gemüseanbau lernte.

### Berlin
Mit Rücksicht auf ihre Eltern stellte sie ihre Auswanderungspläne ein und besuchte ab 1936 in Berlin die Schule der Israelitischen Synagogen-Gemeinde Adass Jisroel bis zum Abitur. Sie knüpfte Kontakte zu sozialistischen Gruppen innerhalb der zionistischen Bewegung und lernte Hebräisch und Arabisch. 1939 machte sie ihr Abitur und arbeitete als Gruppenleiterin in einem Hachscharalager in Schniebinchen, Świbinki, in der Niederlausitz. Als eine „glückliche Insel“, auf der die Nazi-Diktatur zeitweise vergessen werden konnte, bezeichnete sie diesen Ort.

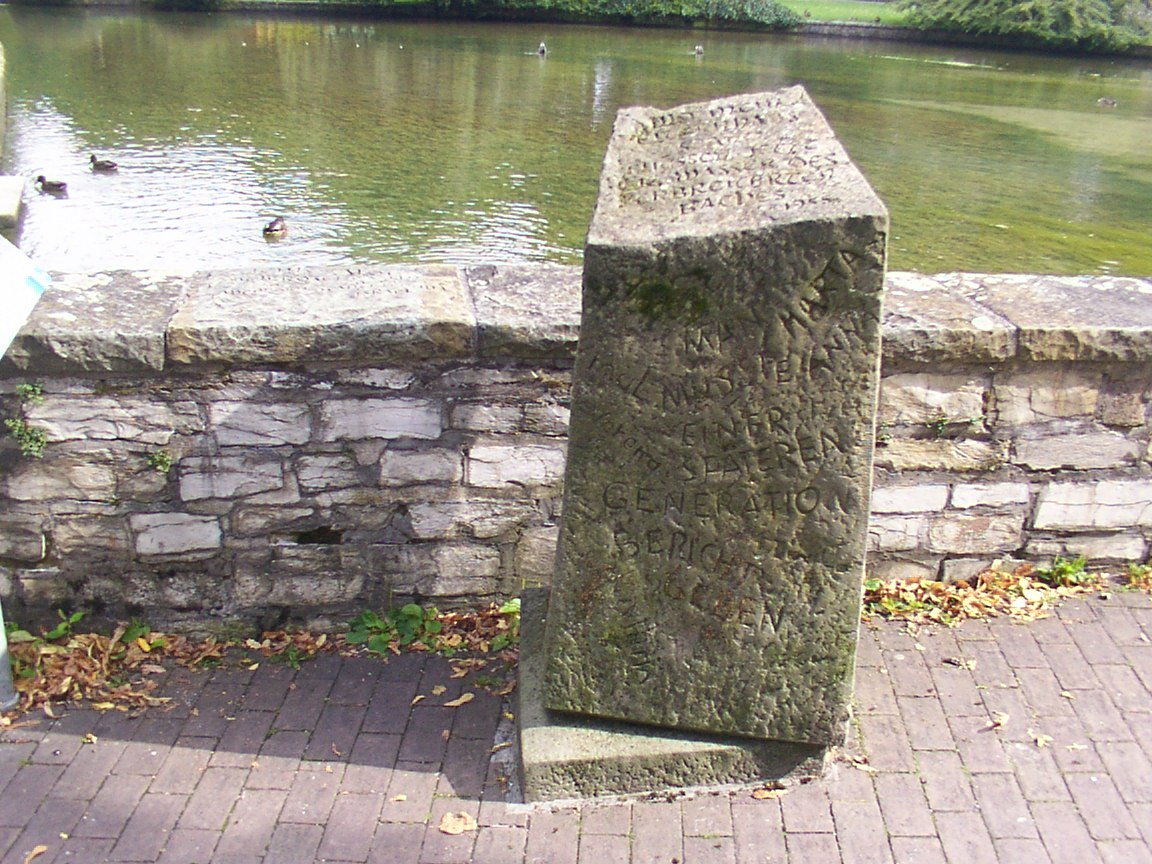
Jenny-Aloni-Gedenkstein an der Stelle, an der das Geburtshaus der Autorin stand

Jenny Rosenbaums letzter Besuch in Paderborn vor der Emigration war unmittelbar nach dem Pogrom vom 9. und 10. November 1938. Das Elternhaus war fast vollständig zerstört, Wohnungseinrichtung und Geschäft zertrümmert worden. Vater und Onkel waren in das Konzentrationslager Buchenwald gebracht worden, die erzwungene Geschäftsaufgabe stand bevor. Im November 1939 schaffte es Jenny Aloni mit einem Transport jüdischer Kinder und Jugendlicher über Triest nach Palästina. 1942 wurde ihre Schwester deportiert (Ziel und Todesort sind unbekannt). Ihre Eltern kamen in das Konzentrationslager Theresienstadt, wo der Vater 1944 starb; die Mutter wurde im selben Jahr weiter nach Auschwitz verschleppt, ihr genaues Todesjahr ist unbekannt.

### Israel
Jenny Rosenbaum studierte mit Hilfe eines Stipendiums an der Hebräischen Universität in Jerusalem, musste aber für ihren Lebensunterhalt als Haushaltshilfe arbeiten. Nebenbei leistete sie noch freiwillige Sozialarbeit für verwahrloste Kinder und Jugendliche. 1942 meldete sie sich zum Sanitätsdienst bei der Jüdischen Brigade der Britischen Armee. 1946 beendete sie ihren Armeedienst, anschließend besuchte sie eine Schule für Sozialarbeit. 1946 hielt sie sich in Paris und München auf, um bei der Rückführung jüdischer Displaced Persons in ihre Heimatländer oder bei ihrer Auswanderung nach Palästina zu helfen.
1948 heiratete Jenny Rosenbaum den 1934 nach Palästina eingewanderten Esra Aloni. Im Israelischen Unabhängigkeitskrieg 1948 war Jenny Aloni Sanitäterin. 1950 wurde die Tochter Ruth geboren. 1955 besuchte Jenny Aloni zum ersten Mal seit 1938 ihre Heimatstadt Paderborn. Seit 1957 lebte die Familie Aloni in Ganei Yehuda bei Tel Aviv im Gusch Dan (Ganei Yehuda ist seit 2004 Stadtteil von Savyon). Von 1963 bis 1981 war Jenny Aloni ehrenamtliche Mitarbeiterin der Psychiatrischen Klinik in Beer Yaakov.
Jenny Aloni starb am 30. September 1993 in Ganei Yehuda.

## Werk
Jenny Aloni verfasste seit ihrer Jugend, ermutigt von einer Deutschlehrerin, literarische Texte. Sie schrieb auch nach ihrer Auswanderung vorwiegend auf Deutsch. Ihr Werk besteht aus Romanen, Erzählungen, Gedichten und Tagebüchern und ist stark autobiografisch gefärbt. In der Sprache Jenny Alonis mischen sich oft ein geradezu existentialistisches, nicht mehr zeitgemäßes Pathos mit knappen und präzisen Schilderungen.
Jenny Alonis Themen sind zum einen ihre Kindheits- und Jugenderfahrungen im Dritten Reich. Den Tag der nationalsozialistischen Machtübernahme hat die Fünfzehnjährige bewusst als Bruch erlebt: „An jenem Abend sprang die Brücke zwischen ihr und den anderen.“ Der Verlust ihrer Familienangehörigen wird von ihr meist nur in Andeutungen dargestellt. Andererseits beschäftigt sich Jenny Alonis Werk mit der Integration von Menschen unterschiedlichster Herkunft in Israel und dem jüdisch-palästinensischen Konflikt.
In den 1960er Jahren erregte das Werk der Schriftstellerin kurzfristig Aufmerksamkeit. Ihr erster Roman Zypressen zerbrechen nicht wurde von Max Brod gelobt und erreichte nach einem Jahr bereits eine Neuauflage. Heinrich Böll äußerte sich wohlwollend über einige ihrer Kurzgeschichten. 1967 erhielt die Autorin den Kulturpreis der Stadt Paderborn.
In den 1970er Jahren fand die Autorin keinen Verleger mehr, sie veröffentlichte in Tel Aviv im Selbstverlag. Ein 1987 erschienener Auswahlband mit Werken aus 40 Jahren brachte ihr einige Aufmerksamkeit der Literaturkritik. „Seit die Werkausgabe eine Übersicht über ihr Schaffen ermöglicht, gilt Jenny Aloni als bedeutendste unter denen, die in Israel – noch oder wieder – in deutscher Sprache schreiben.“ Die Neue Zürcher Zeitung zählte sie 1993 zu den „profiliertesten Erzählerinnen ihrer Generation“.
Jenny Aloni war langjähriges Mitglied im Verband deutschsprachiger Schriftsteller Israels (VdSI), der vom Journalisten Meir Marcell Faerber 1975 in Tel Aviv gegründet wurde. Seit 1992 befasst sich das Jenny-Aloni-Archiv an der Universität Paderborn mit der Pflege ihres Werks und ihres Nachlasses.

## Zitat
„Ich leide an Erez Israel, wie ich früher an Deutschland gelitten habe. Hier wie dort bin ich fremd. Fast will es mir scheinen, als sei diese gegenwärtige Fremdheit schwerer zu zerbrechen, denn sie wurzelt tiefer in der Sprache, im Verhältnis zu den Menschen und nicht zuletzt darin, dass das Land mir eigentlich mit seinem Leben näher stehen sollte.“

## Werke

### Lyrik und Prosa
- Gedichte. Henn, Ratingen bei Düsseldorf 1956.
- Zypressen zerbrechen nicht. Roman. Eckart, Witten – Berlin 1961.
- Jenseits der Wüste. Erzählungen. Eckart, Witten – Berlin 1963.
- Der blühende Busch. Wege nach Hause. Roman. Eckart, Witten – Berlin 1964.
- Die silbernen Vögel. Erzählungen. Starczweski, München 1967.
- Der Wartesaal. Roman. Herder, Freiburg i. Br., Basel und Wien 1969.
- In den schmalen Stunden der Nacht. Gedichte. Eigenverlag, Ganei Yehuda 1980.
- Die braunen Pakete. Erzählungen. Alon, Ganei Yehuda 1983.

### Sammlungen
- Ausgewählte Werke. 1939-1986. Herausgegeben von Friedrich Kienecker und Hartmut Steinecke. Schöningh, Paderborn – München – Wien – Zürich 1987.
- Gesammelte Werke in Einzelausgaben. Herausgegeben von Friedrich Kienecker und Hartmut Steinecke. Schöningh, Paderborn – München – Wien – Zürich
  - Band 1: Das Brachland. Aufzeichnungen aus einer Einsamkeit. 1990.
  - Band 2: Zypressen zerbrechen nicht. Roman. 1990.
  - Band 3: Erzählungen und Skizzen 1. 1991.
  - Band 4: Der blühende Busch. Wege nach Hause. Roman. 1992.
  - Band 5: Der Wartesaal. Roman. 1992.
  - Band 6: Erzählungen und Skizzen 2. 1994.
  - Band 7: Gedichte. 1995.
  - Band 8: Korridore oder das Gebäude mit der weißen Maus. 1996.
  - Band 9: Kurze Prosa. 1996.
  - Band 10: Berichte. Gedichte in Prosa. Hörspiele. Gespräche. 1997.
- „… man müßte einer späteren Generation Bericht geben“. Ein literarisches Lesebuch zur deutsch-jüdischen Geschichte und eine Einführung in Leben und Werk Jenny Alonis. Herausgegeben von Hartmut Steinecke. Schöningh, Paderborn – München – Wien – Zürich 1995, ISBN 3-506-70410-9.
- „Ich möchte auf Dauer in keinem anderen Land leben.“ Ein israelisches Lesebuch 1939–1993. Herausgegeben von Hartmut Steinecke. Schöningh, Paderborn – München – Wien – Zürich 2000, ISBN 3-506-70408-7.
- „Ich muss mir diese Zeit von der Seele schreiben …“ Die Tagebücher 1935–1993: Deutschland – Palästina – Israel. Herausgegeben von Hartmut Steinecke. Schöningh, Paderborn – München – Wien – Zürich 2006, ISBN 3-506-78741-1.
- Kristall und Schäferhund. In: Joachim Meynert (Hrsg.): Ein Spiegel des eigenen Ich. Selbstzeugnisse antisemitisch Verfolgter. Pendragon, Brackwede 1988, ISBN 3-923306-71-7, S. 86–112.
- Lesebuch Jenny Aloni. Zusammengestellt und mit einem Nachwort von Hartmut Steinecke (= Nylands Kleine Westfälische Bibliothek. Bd. 35). Aisthesis, Bielefeld 2012, ISBN 978-3-89528-944-6 (online; PDF; 6,4 MB).

## Auszeichnungen
- 1967: Kulturpreis der Stadt Paderborn[7]
- 1991: Meersburger Droste-Preis
- 1991: Annette-von-Droste-Hülshoff-Preis

## Ehrungen
An der Universität Paderborn wurde das 1989 errichtete Gebäude des internationalen Begegnungszentrums nach Aloni benannt, es heißt Jenny-Aloni-Haus. Darin gibt es Apartments für die Unterbringung von Gastwissenschaftlern und einen Veranstaltungsbereich für internationale Tagungen und Konferenzen.
An der Universität Paderborn besteht darüber hinaus das Jenny Aloni Center, das Promovierende, Postdocs und Juniorprofessoren unterstützt.
Die Stadt Paderborn benannte im Park der Paderquellen einen Weg nach ihr.